# Гюрсель, Кадри
Кадри Гюрсель (тур. Kadri Gürsel; род. 1961) ― турецкий журналист, политический активист.  
Приобрёл широкую известность после того, как оказался в турецкой тюрьме за освещение групп, связанных с терроризмом. 31 октября 2016 года, работая в газете Cumhuriyet, Кадри Гюрсель был взят под стражу вместе со многими своими коллегами. Журналисты были арестованы по обвинению в связях с террористическими организациями, в том числе с Рабочей партией Курдистана (РПК), Революционной народно-освободительной партией-фронтом (РНОПФ) и Движением Гюлена. 

## Биография
Кадри Гюрсель ― турецкий журналист и обозреватель Al-Monitor. Он родился в 1961 году в Стамбуле, Турция. Учился в Галатасарайском лицее. 
В 1986 году Гюрсель начал работать журналистом в Yeni Gündem и продолжал писать в ежедневных газетах, включая Cumhuriyet, Günes и Sabah, а также в нескольких новостных изданиях. После закрытия Yeni Gündem в 1988 году он работал редактором в различных газетах до 1993 года. Оттуда он попал в Agence France-Presse, где работал с 1993 по 1997 год в качестве корреспондента в Стамбуле. Во время работы в агентстве Франс Пресс террористы РПК похитили его и освободили через 26 дней .Позже он присоединился к издательской группе Milliyet в 1997 году в качестве заместителя главного редактора Arti Haber, еженедельного новостного журнала. 
В 1998 году Гюрсель стал главным редактором Artı Haber, а позднее стал директором по зарубежным новостям газеты. Затем Гюрсель работал редактором отдела иностранных новостей Milliyet с 1999 по 2008 год. В 2007 году он начал писать колонки для Milliyet, но был уволен в том же году за твит, в котором критиковал Реджепа Тайипа Эрдогана после взрыва в Суруче. 

### Захват в заложники Рабочей партией Курдистана
31 марта 1995 года, работая в Стамбуле корреспондентом французского агентства Франс Пресс, Гюрсель и фотограф Reuters Фатих Сарибаш были захвачены на 26 дней Рабочей партией Курдистана (РПК). Гюрсель написал книгу об этом опыте под названием Dağdakiler («Те из гор»). Книга содержит информацию из первых рук о РПК, левых повстанцах, которые поддерживают курдский национализм и яростно выступают против турецкого правительства. 

### Тюремное заключение

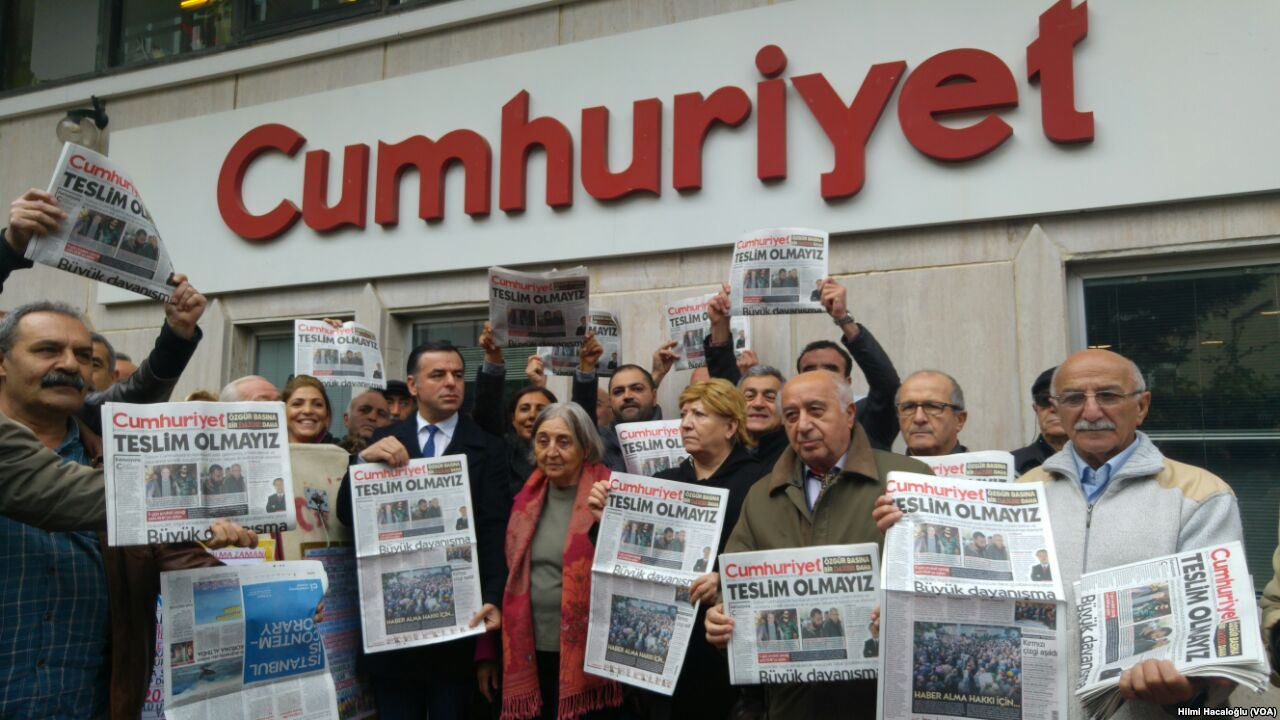
Протесты против заключения журналистов из Cumhuriyet в Шишли, Стамбул.

31 октября 2016 года Гюрсель и его коллеги были взяты под стражу за то, что они якобы были связаны с террористическими группами ― включая РПК, группу, которая удерживала его в плену в 1995 году, ― через газету Cumhuriyet.  Он был одним из 18 обвиняемых в освещении террористических групп. Многие его коллеги боролись за освобождение Гюрселя и других сотрудников издания. Гюрсель все обвинения отрицал. Он отбыл 11-месячный срок. 13 сотрудников Cumhuriyet были осуждены 23 апреля 2018 года, и им грозило до 43 лет тюрьмы. Венский Международный институт прессы отреагировал на инцидент, призвав освободить как можно скорее Гюрселя и других журналистов. 

### Освобождение
Стамбульский суд постановил освободить Гюрселя 25 сентября 2017 года. В этот день у здания суда Стамбула собралось 200 человек с портретами заключенного в тюрьму журналиста и плакатами с лозунгами «Свободу журналистам!» и «Независимую прессу нельзя заставить замолчать!». 26 сентября 2017 года Гюрсель был окончательно освобожден из тюрьмы до суда. Фотография его воссоединения с женой стала вирусной: на ней был изображена пара, целующаяся после разлуки в течение 11 месяцев. Судебный процесс начался в июле 2017 года, но был отложен до 31 октября 2017 года. 

### После освобождения
После освобождения Гюрсель заявил, что «каждое слушание по делу газеты было историческим, потому что оно показывало, как можно защитить журналистику и насколько пустыми были обвинения». Задержание Гюрселя и его коллег вызвало негодование общественности. 28 октября 2017 года (через месяц после освобождения Гюрселя) 200 человек прошли в Стамбуле против заключения журналистов в тюрьму. 
8 января 2019 года Гюрсель начал работать политическим комментатором в Medyascope, турецкой сети политических новостей на YouTube.